# السعودية لهندسة وصناعة الطيران
شركة السعودية لهندسة الطيران (سابقاً ساي) هي إحدى شركات الخطوط الجوية العربية السعودية، تتخذ من مطار الملك عبد العزيز الدولي بجدة مركزاً رئيسياً، إضافةً إلى فروعها الآخرى مطار الملك خالد الدولي بالرياض ومطار الأمير محمد بن عبد العزيز الدولي بالمدينة المنورة ومطار الملك فهد الدولي بالدمام وتقدم السعودية لهندسة وصناعة الطيران خدمات صيانة الطائرات في 28 مطار داخل المملكة العربية السعودية و 25 مطار حول العالم في الشرق الأوسط، آسيا، أفريقيا، أوروبا وأمريكا الشمالية ويعمل بالشركة أكثر من 5300 موظف 90% منهم سعوديين.

## التاريخ
تأسست السعودية لهندسة وصناعة الطيران عام 1959م عندما أنشات الخطوط الجوية العربية السعودية أول مركز لصيانة الطائرات في مدينة جدة وأطلق عليها في ذلك الوقت إدارة صيانة الطائرات، وفي عام 1981م انتقلت الخطوط الجوية العربية السعودية لـ مطار الملك عبد العزيز الدولي الجديد بمدينة بجدة وأنتقل معه مركز صيانة الطائرات إلى الحظائر والورش الجديدة، وفي عام 1983م تم إنشاء ورشة توضيب محركات رولز رويس أر بي211 بمدينة جدة لتصبح فيما بعد أكبر وأحدث مركزا لصيانة وتوضيب المحركات في الشرق الأوسط، وفي العام 1984م تم تدشين مركز صيانة وتوضيب المحركات، وفي عام 2008م تم استبدال مسمى إدارة صيانة الطائرات بمسى الوحدة الاستراتيجية للخدمات الفنية «الخدمات الفنية»، وفي عام 2009م تم تسجيل شركة الخطوط السعودية لهندسة وصناعة الطيران ذات مسئولية محدودة كإحدى الشركات التي تمتلكها الخطوط الجوية العربية السعودية وفي عام 2011 تم تدشين الشعار الجديد للشركة «السعودية لهندسة وصناعة الطيران» وهو الشعار الذي تعرف به في يومنا هذا.

## الرؤية
الشركة الرائدة لتقديم خدمات صيانة وإصلاح وتوضيب وهندسة الطائرات والمحركات وأجزائها ذات جودة عالية في الشرق الأوسط.

## الرسالة
- تقديم خدمات صيانة وإصلاح وتوضيب وهندسة الطائرات التجارية والعسكرية ومحركاتها وأجزائها.
- الاعتماد على القوى العاملة الوطنية عالية التأهيل وتوفير فرص وظيفية لمنسوبي الشركة لمواجهة التحديات المستقبلية لمهنة صناعة الطيران.
- المساهمة في نمو مجال صناعة الطيران التجاري والعسكري في المملكة من خلال ضمان نقل التكنولوجيا والمعرفة.
- تحقيق معدل مستمر للنمو وزيادة قيمة الاستثمار.

## التراخيص والشهادات
- ترخيص الهيئة العامة للطيران المدني لصيانة الطائرات والتدريب الفني (GACA).
- ترخيص الوكالة الأوربية لسلامة الطيران (EASA).
- ترخيص إدارة الطيران الفدرالية الأمريكية (FAA).
- شهادة مراجعة السلامة (IOSA) والتي يصدرها الاتحاد الدولي للنقل الجوي «الأياتا».
- شهادة منظمة المقاييس العالمية (ISO 9001:2000).
- شهادة اللجنة السعودية للاعتماد.
- الرخصة الدولية لمختبر الفحوصات اللاإتلافية (Nondestructive Testing (NDT.
- رخصة الإدارة العامة للطيران المدني الكويتي.
- رخصة هيئة الطيران السنغافوري.
- الهيئة العامة للطيران المدني الإماراتي.
- رخصة الهيئة العامة للطيران القطري.
- رخصة الطيران المدني الماليزي.
- رخصة طيران كاثاي باسفك الصينية لصيانة واصلاح طائراتها.
- شهادة اللجنة السعودية للاختبار الكيميائي.
- رخصة الطيران المدني الفلبيني.
- رخصة الطيران المدني لجزر كايمان.
- رخصة هيئة الطيران المدني البحريني.
- رخصة الهيئة العامة لطيران كوريا الجنوبية.
- رخصة الهيئة العامة لطيران بنغلاديش.

بالإضافة إلى استحواذ السعودية لهندسة وصناعة الطيران على عدة تراخيص من هيئات طيران مدني إقليمية وعالمية مثل الإماراتية والقطرية والكويتية والعراقية والسنغافورية والماليزية.

## الخدمات الفنية التي تقدمها الشركة
- هندسة وصيانة الطائرات التجارية والخاصة والعسكرية
- الصيانة الخفيفة والثقيلة للطائرات التجارية من نوع:, A320, A319,A321 إيرباص إيه 330، إيرباص إيه 340,بوينغ 787، بوينغ 737، بوينغ 747، بوينغ 777، MD11F، ماكدونل دوغلاس إم دي-90، ERJ170
- الصيانة الخفيفة والثقيلة للطائرات الخاصة من نوع	GII, GIII, GIV, Falcon 900 & 7X، هوكر 400
- صيانة قطع الطائرات الإلكترونية والإلكتروميكانيكية
- صيانة قطع الطائرات الميكانيكية والهيدروميكانيكية
- معاييره الأجهزة الدقيقة
- صيانة وتوضيب المحركات من نوع RB211-C2/D4, V2500-D-5, CFM56-5, CF34-8 , 	GE90-90-B, GE90-115
- صيانة وتوضيب مولدات الطاقة المساندة من نوع	APS2300, APS3200, GTCP-331-500
- إصلاح الصفائح المعدنية والهياكل والألياف الزجاجية والديكورات الداخلية وأعمال الخراطة
- معايرة الأجهزة الدقيقة وتحليل السوائل
- صيانة المعدات الأرضية
- سلسلة الإمدادات وخدمات النقل
- هندسة الطائرات
- التدريب الفني

## تواريخ هامة
- في عام 1959م أنشات الخطوط الجوية العربية السعودية أول مركز لصيانة الطائرات في مدينة جدة.
- في عام 1981م انتقلت إدارة الصيانة إلى حظائر الطائرات والوورش الجديدة بـ مطار الملك عبد العزيز الدولي الجديد بمدينة بجدة.
- في عام 1983م تم إنشاء أول ورشة لتوضيب محركات رولز رويس أر بي211 بمدينة جدة.
- في العام 1984م تم تدشين مركز صيانة وتوضيب المحركات.
- في عام 1984م حصلت إدارة الصيانة بالخطوط الجوية العربية السعودية على ترخيص الهيئة العامة للطيران المدني لصيانة الطائرات والتدريب الفني (GAGA)، ويجدد هذا الترخيص كل عام.
- في عام 1985م حصلت إدارة الصيانة بالخطوط الجوية العربية السعودية على ترخيص إدارة الطيران الفدرالية الأمريكية (FAA)، ويجدد كل عام.
- في إبريل 2001م حصلت إدارة الصيانة بالخطوط الجوية العربية السعودية على شهادة منظمة المقاييس العالمية (ISO 9001:2000)، وتجدد كل ستة أشهر.
- في مايو 2005م حصلت إدارة الصيانة بالخطوط الجوية العربية السعودية على شهادة مراجعة السلامة (IOSA) والتي يصدرها الاتحاد الدولي للنقل الجوي «الأياتا» (IATA)، وتجدد كل سنتين.
- في نوفمبر 2005م حصلت إدارة الصيانة بالخطوط الجوية العربية السعودية على ترخيص الوكالة الأوربية لسلامة الطيران (EASA)، ويجدد كل ستة أشهر.
- في 2007م حصلت إدارة الصيانة بالخطوط الجوية العربية السعودية على شهادة اللجنة السعودية للاعتماد (SAC)، وتجدد كل عام.
- في عام 2008م تم استبدال مسمى إدارة صيانة الطائرات بمسى الوحدة الاستراتيجية للخدمات الفنية «الخدمات الفنية».
- في عام 2009م تم تسجيل شركة الخطوط السعودية لهندسة وصناعة الطيران ذات مسئولية محدودة كإحدى الشركات التي تمتلكها الخطوط الجوية العربية السعودية بالكامل.
- في عام 2011م تم تدشين المسمى الجديد للشركة «السعودية لهندسة وصناعة الطيران».
- في عام 2012م منحت المنظمة الأمريكية لاعتماد المختبرات (American Association for Lab Accreditation (A2LA المتخصصة بتعميد المختبرات في مجالات مختلفة ومن ضمنها NDT والخاضعة للمنظمات العالمية ILAC,APLAC,EA,IAAC شركة السعودية لهندسة وصناعة الطيران الرخصة الدولية لمختبر الفحوصات اللاإتلافية (Nondestructive Testing (NDT.
- في عام 2012 أبرمت السعودية لهندسة وصناعة الطيران اتفاقية "AMOS" لتطوير الأنظمة البرمجية لإدارة إجراءات عمليات الصيانة.

## المرافق الحالية
- حظيرتين تسع كل منهما لطائرة بحجم بوينج 400-747
- حظيرة للطائرات الخاصة
- حظيرة للطائرات الملكية
- حظيرة مؤقته لطائرات إير باص 320أ
- حظيرة مؤقته لطائرات بوينج إم دي 90 وطائرات إمبراير 170
- (28) ورشة لصيانة قطع غيار الطائرات
- مركز لإصلاح وصيانة وتوضيب المحركات
- مركز اختبار المحركات بقوة (90,000Lb / Thrust)
- مستودعات للمواد وقطع الغيار بمساحة إجمالية حوالي 22.000م2
- المدرسة الفنية لصيانة الطائرات

## المرافق المستقبلية
السعودية لهندسة وصناعة الطيران في صدد بناء أكبر مرافق لصيانة الطائرات في الشرق الأوسط تحتوي على إحدى عشر حظيرة لصيانة الطائرات وثلاثة وثلاثون ورشة لصيانة قطع الطائرات ومركزا لتوضيب وصيانة المحركات ومركزا لاختبار وفحص المحركات بقوة (150,000Lb / Thrust) ومراكز ذكية لتخزين قطع الغيار، ومن المتوقع الانتهاء من أعمال البناء وبدأ التشغيل الفعلي للمرافق بنهاية العام 2017م.